# Quadronna
Il Quadronna (Cadròna in lombardo) è un torrente della Lombardia, affluente di sinistra dell'Olona. 
Nasce ad ovest di Cagno dalle pendici del Monte Casnione, una collina alta 492 metri, nei pressi della località Rocca ed in seguito lambisce Concagno, anch'essa frazione del comune di Solbiate con Cagno. Entra poi nel territorio del comune di Malnate, toccando le frazioni di Rovera e San Salvatore, ed infine lambisce Vedano Olona, confluendo nel fiume Olona a sud della località Fontanelle, presso il confine comunale tra Vedano e Lozza, segnato proprio dal fiume Olona, che in quel tratto si divide in due bracci. 
Il torrente è per la maggior parte del suo percorso interessato dal Parco Valle del Lanza ed è attraversato dalla strada statale 342 Briantea e dalla strada statale 233 Varesina. Accade sovente che nelle rigide giornate invernali le acque gelino.

## Viadotto della Quadronna
La Valle della Quadronna è scavalcata da uno storico viadotto ferroviario, con la sua massiccia struttura in mattoni e calcestruzzo e le 6 arcate di 12 metri ciascuna che si erge per 30 metri sulla vallata sottostante. Su di esso transita la ferrovia Saronno-Laveno delle Ferrovienord. Inaugurato il 14 agosto 1884, con la posa del secondo binario tra Saronno e Malnate il ponte fu ampliato nel 1926 per ospitare i tre binari: a sinistra i due binari per Saronno e Varese, a destra il binario per Grandate e Como (l'ormai dismessa “Traversata”) che si biforcava all'altezza dello scomparso casello del Poro. Nonostante il tempo trascorso e i restauri effettuati nel corso dei decenni, i piloni del ponte continuano a lasciare intravedere chiaramente le due tecniche costruttive, frutto di tecnologie di due momenti storici diversi. 